# Weybourne
Weybourne é uma cidade e freguesia no distrito de North Norfolk em Norfolk, Inglaterra , a cerca de 29,6 mi (47,6 km) de Norwich .

## Transporte
A via principal é a A149 (estrada), que vai de Sheringham até King's Lynn.

### Ferrovias
Weybourne também tem uma estação na conservada North Norfolk Railway ("Ferrovia do Norte do Norfolk"), The Poppy Line ("A Ferrovia da Papoula").

## Gallery

Weybourne
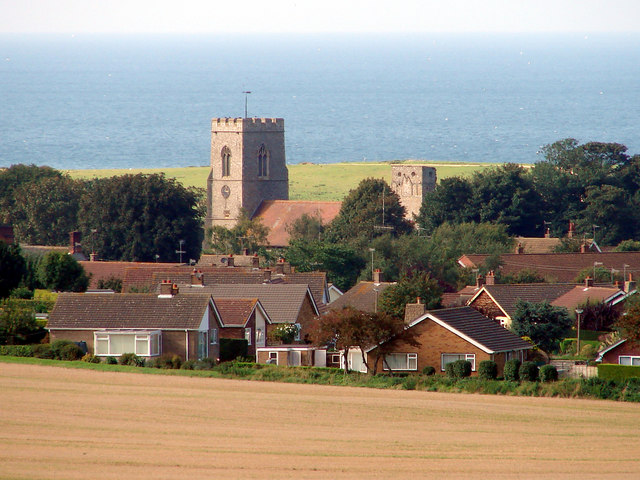
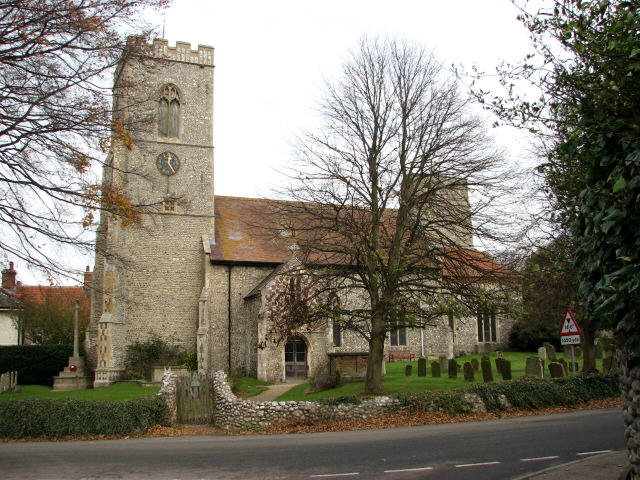
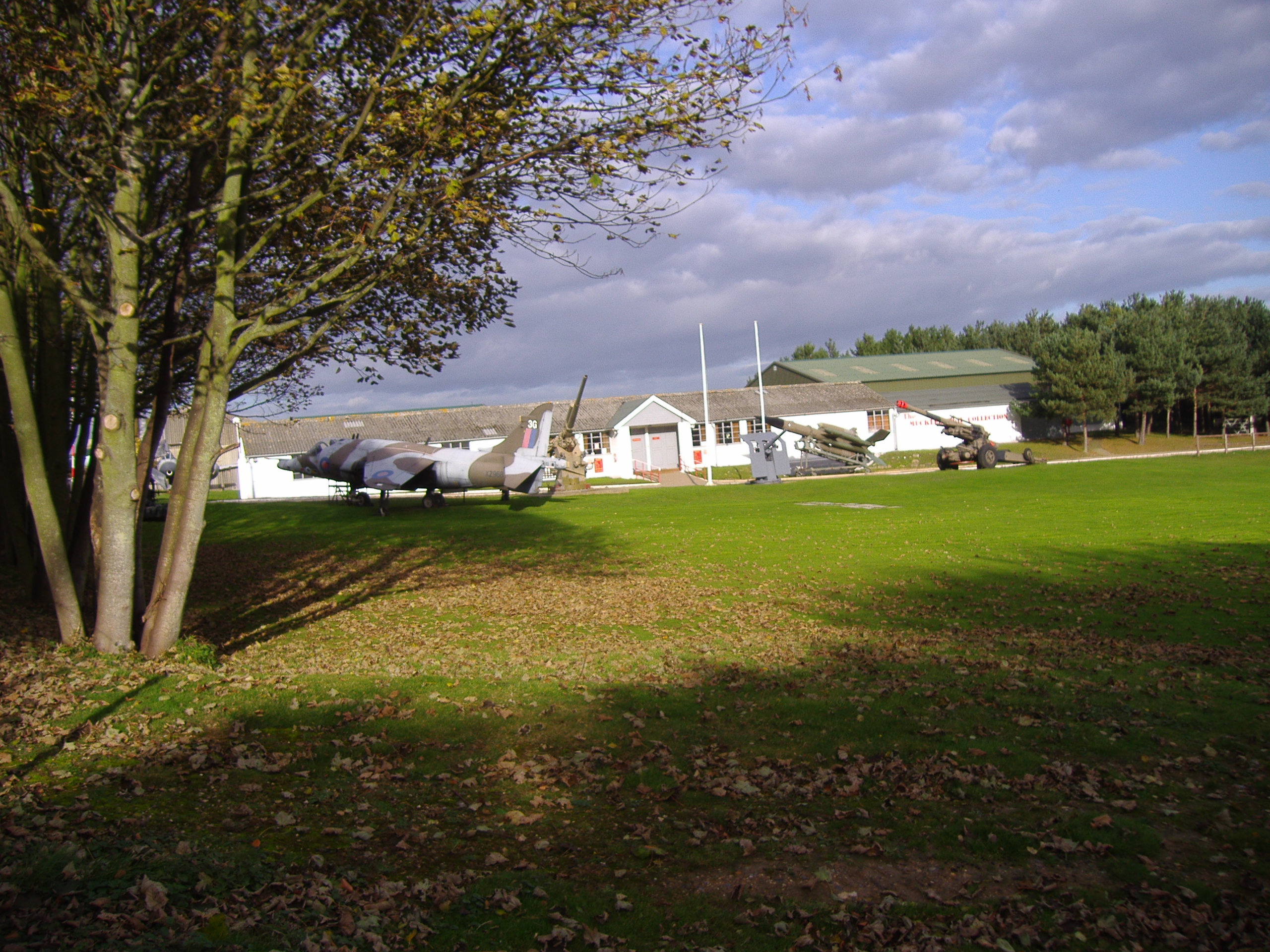
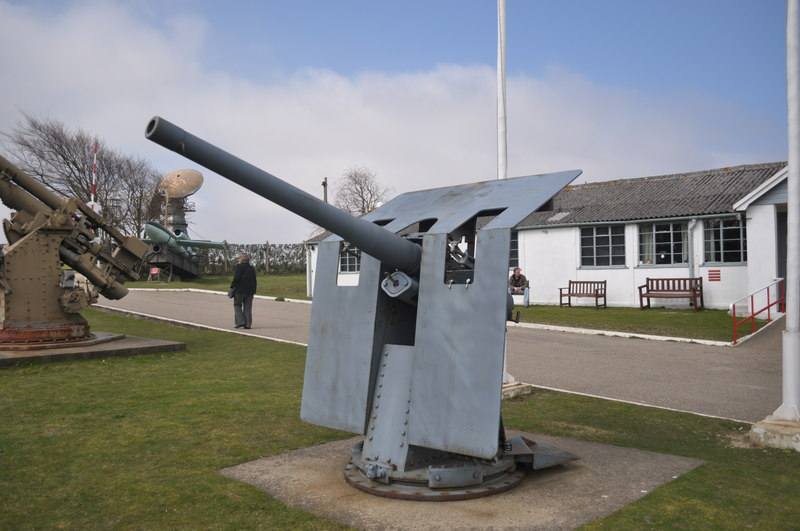
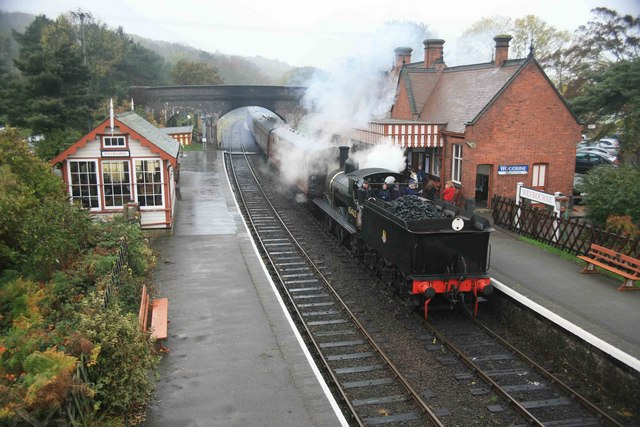
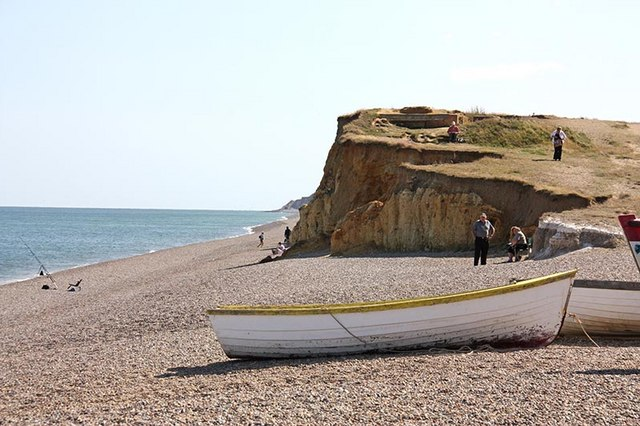
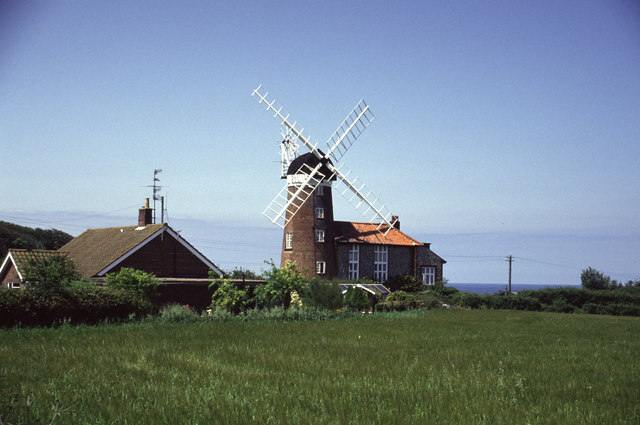